# エフエムなよろ
株式会社エフエムなよろ（エフエムなよろ）は、北海道名寄市の一部地域を放送区域として超短波放送（FM放送）を行う特定地上基幹放送事業者である。Airてっしの愛称でコミュニティ放送を営んでいる。

## 概要
演奏所の他に、道の駅もち米の里☆なよろ内にサテライトスタジオを持つ。
毎正時（1時間ごと）に流れる時報では電子メロディの音源を使用している。
自社制作番組以外の時間は、道内外のコミュニティ放送局が制作した30 - 60分番組を放送し、衛星ラジオ放送（ミュージックバード）等からの再配信は行われていない。
放送地域は名寄市のほぼ全域（旧名寄市および旧風連町）。
資本金2,600万円。主な出資者は大野組、第一建設、藤田産業など。
送信所
| 送信所                                                       | 空中線電力 | 設置場所     |
| ------------------------------------------------------------ | ---------- | ------------ |
| 親局                                                         | 20W        | 名寄市砺波   |
| 智恵文中継局                                                 | 3W         | 名寄市智恵文 |
| - 親局のコールサインは、JOZZ1AU-FM - 周波数は、すべて78.8MHz |            |              |

## 沿革
- 2005年（平成17年）
  - 7月20日 - 株式会社エフエムなよろ設立
  - 12月14日 - 放送局（現・特定地上基幹放送局）の免許申請受理
- 2006年（平成18年）
  - 2月21日 - 放送局の予備免許取得
  - 3月13日 - 試験放送開始[3]
  - 3月23日 - 放送局の免許取得
  - 3月27日 - 旧名寄市と旧風連町との合併の日に開局
  - 9月1日 - 名寄市智恵文の中継局免許取得
- 2008年（平成20年）04月17日 - 道の駅もち米の里☆なよろ内サテライトスタジオ新設[4]
- 2014年（平成26年）10月31日 - 名寄市砺波に送信アンテナを移設[5]
- 2017年（平成29年）5月1日 - JCBAインターネットサイマルラジオの配信を開始。

## 主な番組
※太字は生放送番組。
- おはようてっし（平日 7:00 - 10:00）7:30生放送開始
- お昼のエンレイだより（平日 12:00 - 14:00）
- てっしジャーナル（平日 16:00 - 18:00）
- 道の駅からこんにちは（月曜日 15:00 - 16:00、道の駅サテライトスタジオから）

※15:35頃に旭川市のFMりべーると電話を結び、隔週で旭川市と名寄市の情報を相互に伝える「旭川発りべーる便」のコーナーがある（名寄側から旭川側に呼びかける形での進行。FMりべーるの「3時発!りべーる・ほっとステーション」と二元同時生放送）。　
- ビバ!北鼓童（第1・第3月曜日 18:30 - 19:00）
- info名大（第2・第4・第5月曜日 18:30 - 19:00）
- なっちカフェ（月曜日 21:00 - 22:00）
- ノリコのノリノリ☆NIGHT（月曜日 22:00 - 23:00）
- まるごとイオン（火曜日）

※イオン名寄ショッピングセンターから生放送
- KAN2アワー（火曜日）
- カラオケキング（火曜日）
- くるくる（水曜日）
- TAIST（水曜日）
- なよろ文学セレクション（木曜日）
- ♭’っち（ふらっち）（木曜日）
- ウェルカムホーム（木曜日）
- おそざきの花（金曜日）
- ラジオDEプラネタリウム（第2土曜日 20:00 - 21:00）
- みんなの広場（日曜日）
- 野球独立リーグ球団「士別サムライブレイズ」公式戦実況中継（不定期、年数回）
- サンピラーミュージック（連日）

※フィラー番組で放送時間は0:00 - 7:00（日曜日は7:30まで）であるが、冒頭の5分間は日替わりのご当地ソングと局名告知が入るため、実際の開始はおおよそ5分後からとなっている。また、6:00には局独自のステーションソングが入り、6:55にも局独自のステーションソングと局名告知が入る。　

### 終了した番組
- HAL×HAL
- K-POP Cruisin'
- ひまわりランキング3rd Revolution
- Hi-Fi
- エアてつtop20
- ロック・クロニクル
- もう一曲いかがです?
- セレブな気分
- 長〜〜いひとり言
- JAZZ Night Cruising
- MUSICRAINBOW（音楽虹）